# العلاقات الإيرانية الكرواتية
العلاقات الإيرانية الكرواتية هي العلاقات الثنائية التي تجمع بين إيران وكرواتيا.

## مقارنة بين البلدين
هذه مقارنة عامة ومرجعية للدولتين:
| وجه المقارنة                                              | إيران                    | كرواتيا                                                  |
| --------------------------------------------------------- | ------------------------ | -------------------------------------------------------- |
| المساحة (كم2)                                             | 1.65 مليون               | 56.59 ألف                                                |
| عدد السكان (نسمة)                                         | 79.97 مليون              | 4.11 مليون                                               |
| الكثافة السكانية (ن./كم²)                                 | 48.47                    | 72.63                                                    |
| العاصمة                                                   | طهران                    | زغرب                                                     |
| اللغة الرسمية                                             | لغة فارسية               | اللغة الكرواتية                                          |
| العملة                                                    | ريال إيراني              | كونا كرواتية                                             |
| الناتج المحلي الإجمالي (بليون دولار)                      | 439.51 مليار             | 54.85 مليار                                              |
| الناتج المحلي الإجمالي (تعادل القوة الشرائية) بليون دولار | 1.36 تريليون             | 94.64 مليار                                              |
| الناتج المحلي الإجمالي الاسمي للفرد دولار أمريكي          |                          | 11.54 ألف                                                |
| الناتج المحلي الإجمالي للفرد دولار أمريكي                 |                          | 21.64 ألف                                                |
| مؤشر التنمية البشرية                                      | 0.766                    | 0.818                                                    |
| رمز المكالمات الدولي                                      | +98                      | +385                                                     |
| رمز الإنترنت                                              | .ir،                     | .hr                                                      |
| المنطقة الزمنية                                           | ت ع م+03:30، توقيت إيران | توقيت وسط أوروبا، ت ع م+01:00، ت ع م+02:00، أوروبا/زغرب ‏ |

## مدن متوأمة
في ما يلي قائمة باتفاقيات التوأمة بين مدن إيرانية وكرواتية:
- ترتبط كرمانشاه مع سبليت باتفاقية توأمة.

## منظمات دولية مشتركة
يشترك البلدان في عضوية مجموعة من المنظمات الدولية، منها:
| علم المنظمة | اسم المنظمة                        | تاريخ انضمام إيران | تاريخ انضمام كرواتيا |
| ----------- | ---------------------------------- | ------------------ | -------------------- |
|             | مؤسسة التنمية الدولية              | 10 أكتوبر 1960     | 25 فبراير 1993       |
|             | يونسكو                             | 6 سبتمبر 1948      | 1 يونيو 1992         |
|             | وكالة ضمان الاستثمار متعدد الأطراف | 15 ديسمبر 2003     | 19 مارس 1993         |
|             | الأمم المتحدة                      | 24 أكتوبر 1945     | 22 مايو 1992         |
|             | الفريق المعني برصد الأرض           | ?                  | ?                    |
|             | الاتحاد البريدي العالمي            | ?                  | ?                    |
|             | البنك الدولي للإنشاء والتعمير      | 29 ديسمبر 1945     | 25 فبراير 1993       |
|             | المنظمة الهيدروغرافية الدولية      | ?                  | ?                    |
|             | منظمة حظر الأسلحة الكيميائية       | ?                  | ?                    |
|             | مؤسسة التمويل الدولية              | 28 ديسمبر 1956     | 25 فبراير 1993       |
|             | منظمة الشرطة الجنائية الدولية      | ?                  | ?                    |

## وصلات خارجية
- موقع وزارة الخارجية الإيرانية
- موقع وزارة الخارجية الكرواتية